# Кристинехамн
Кристинехамн (швед. Kristinehamn) — город в Швеции, административный центр одноименной коммуны Вермландского лена.
Расположен на северо-восточном берегу озера Венерн, в 40 км к востоку от центра лена Карлстада. Население — 17 836 человек.
Кристинехамн стал городом в 1642 году, но ещё до этого являлся важным перевалочным пунктом при перевозе железа из Бергслагена через Венерн. 